# Église Notre-Dame-de-Nazareth de Pernes-les-Fontaines
Pour les articles homonymes, voir Église Notre-Dame-de-Nazareth, Église Notre-Dame et Notre-Dame.
L'église Notre-Dame-de-Nazareth est une église d'origine romane située à Pernes-les-Fontaines dans le département français de Vaucluse en région Provence-Alpes-Côte d'Azur.

## Historique
Cette collégiale d'origine romane (XIe siècle), située hors des murs, fut d'abord un prieuré desservi par dix chanoines de l'abbaye Saint-Ruf d'Avignon,.
Elle date du XIIe siècle mais a été fortement remaniée au XIVe siècle à la suite d'un écroulement partiel. Sans que l'on sache pourquoi, l'église fut laissée en dehors de l'enceinte construite au XIVe siècle à l'exemple de l'Isle-sur-Sorgue pour se mettre à l'abri des bandes de routiers qui infestaient la région.
En 1562, elle fut pillée et incendiée par le baron des Adrets. 
Au XVIIIe siècle, on y a installé un buffet d'orgue, exemple parfait de la facture provençale.
Notre-Dame-de-Nazareth fit partie de la première liste de monuments historiques français, la liste des monuments historiques protégés en 1840, qui comptait 1 034 monuments.

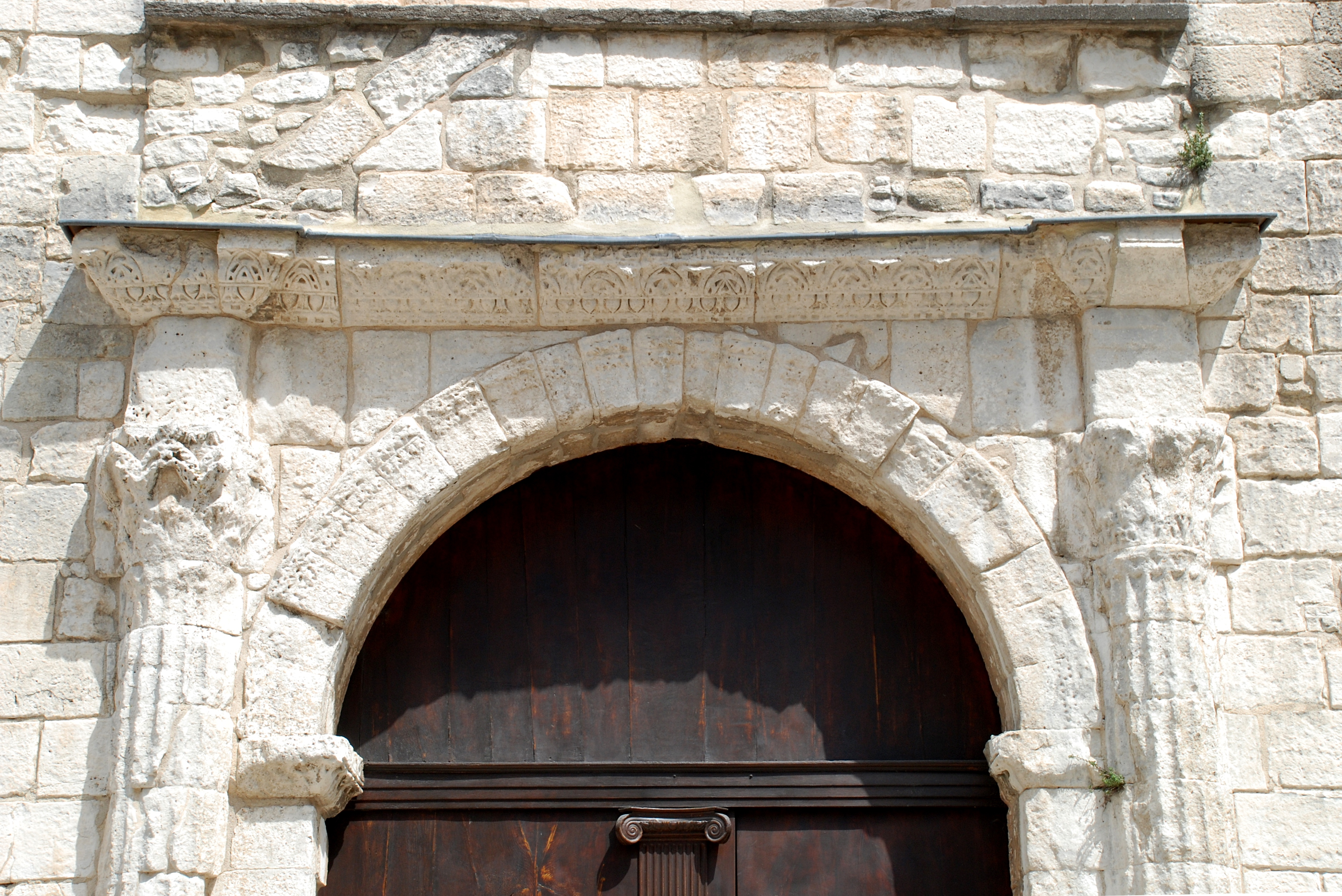
Chapiteaux et entablement à l'antique du portail.

## Architecture

### Le portail méridional
Le portail méridional de l'église Notre-Dame-de-Nazareth, bien que très abîmé, constitue un bel exemple d'art roman provençal inspiré de l'antique.
Il est orné de colonnes engagées cannelées surmontées de chapiteaux à feuilles d'acanthe et d'un entablement à l'antique avec frise au-dessus duquel on devine les vestiges d'un fronton triangulaire.

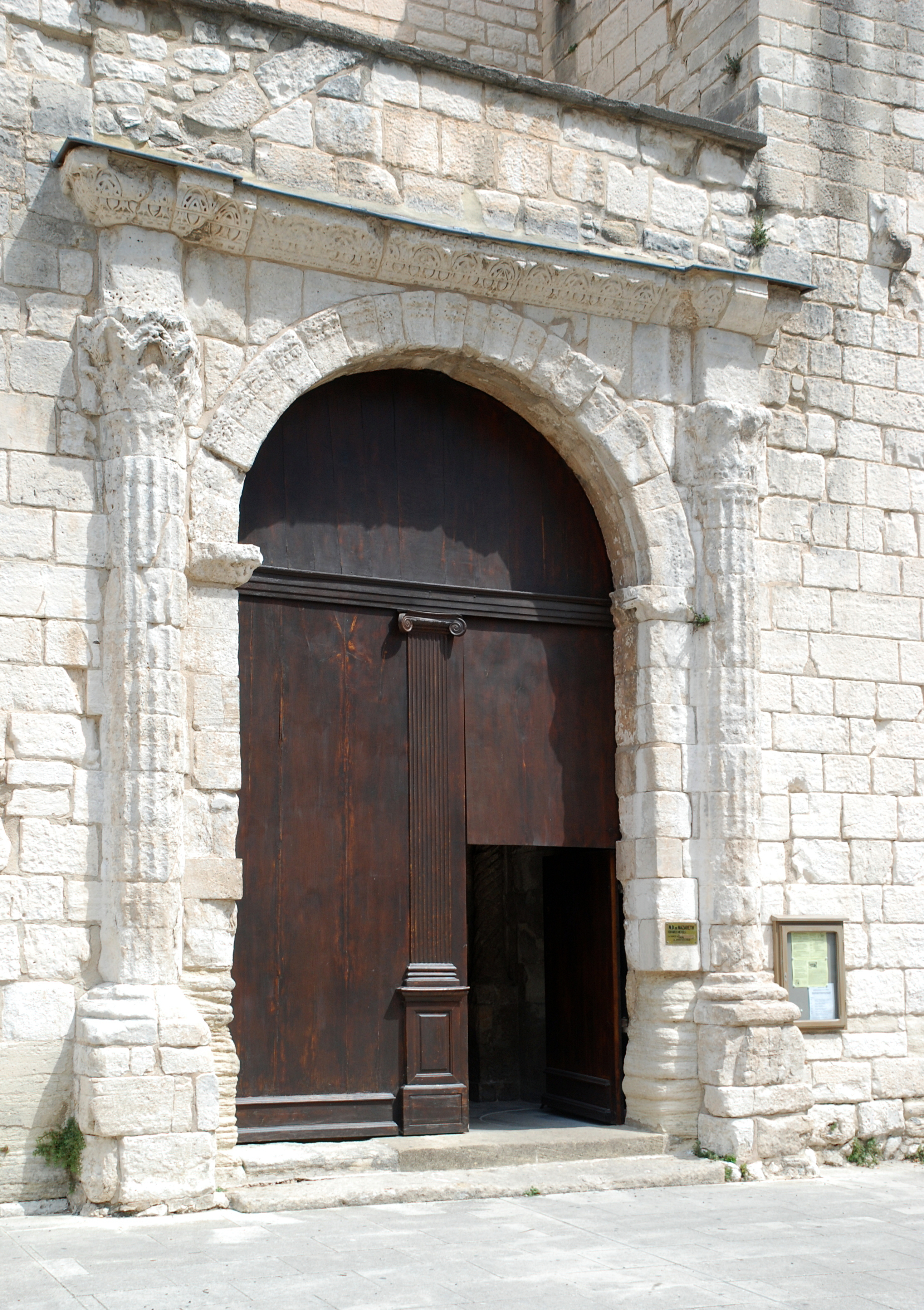
Le portail méridional.
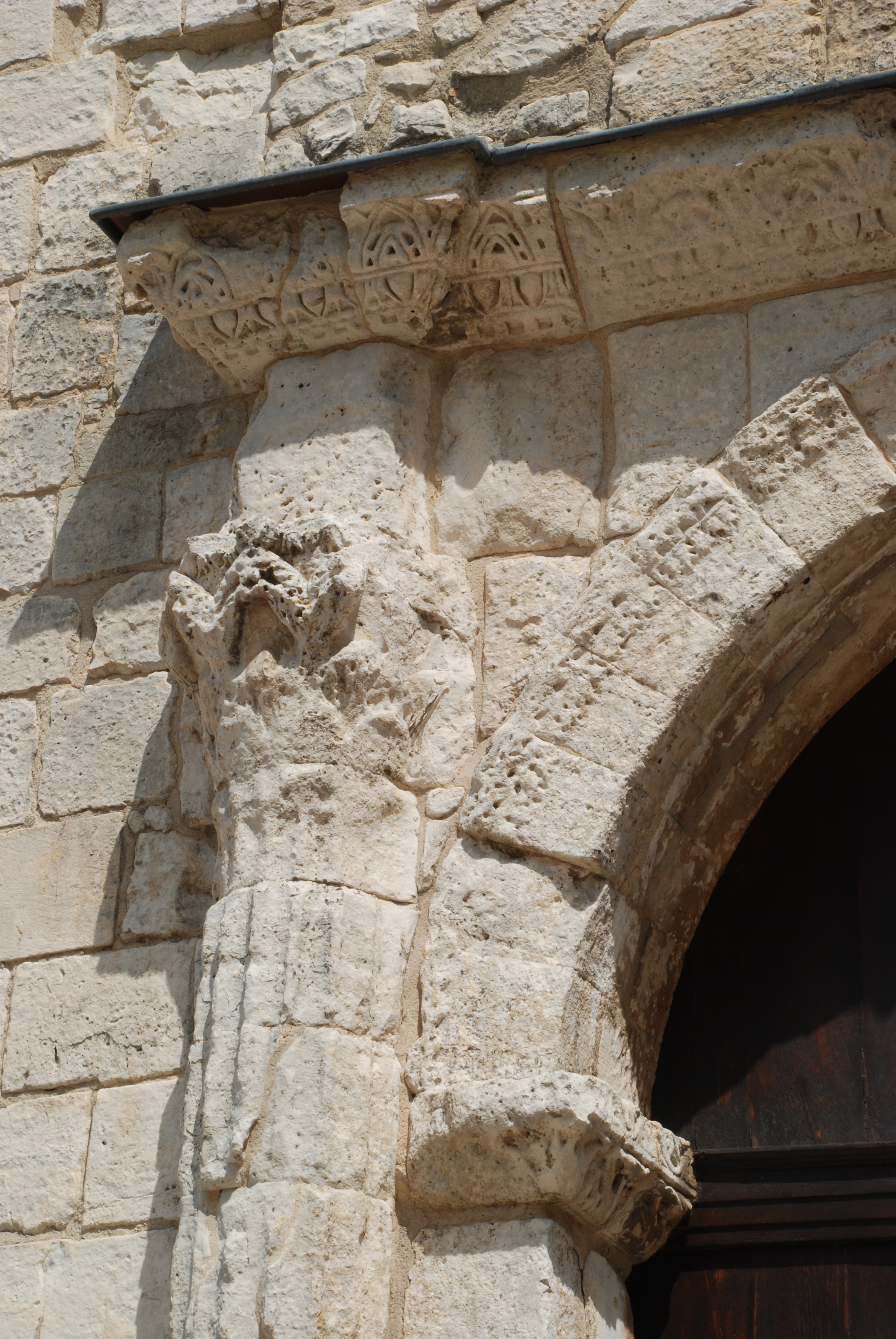
Le chapiteau gauche.

### La façade méridionale
La façade méridionale, disparate mais non dénuée de charme, porte les traces des nombreux remaniements subis par l'église Notre-Dame-de-Nazareth au cours des siècles.

La façade méridionale
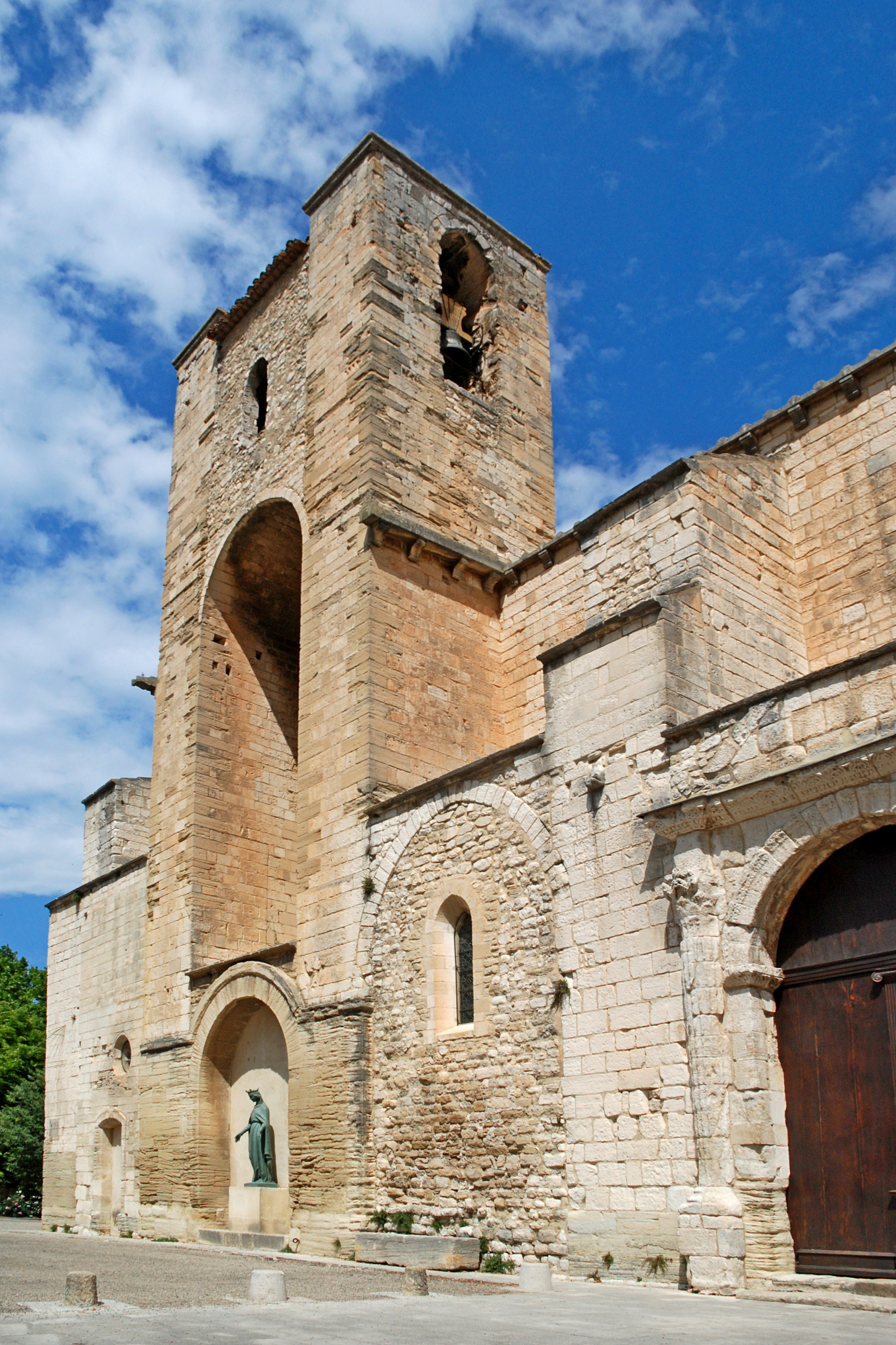
La façade méridionale.
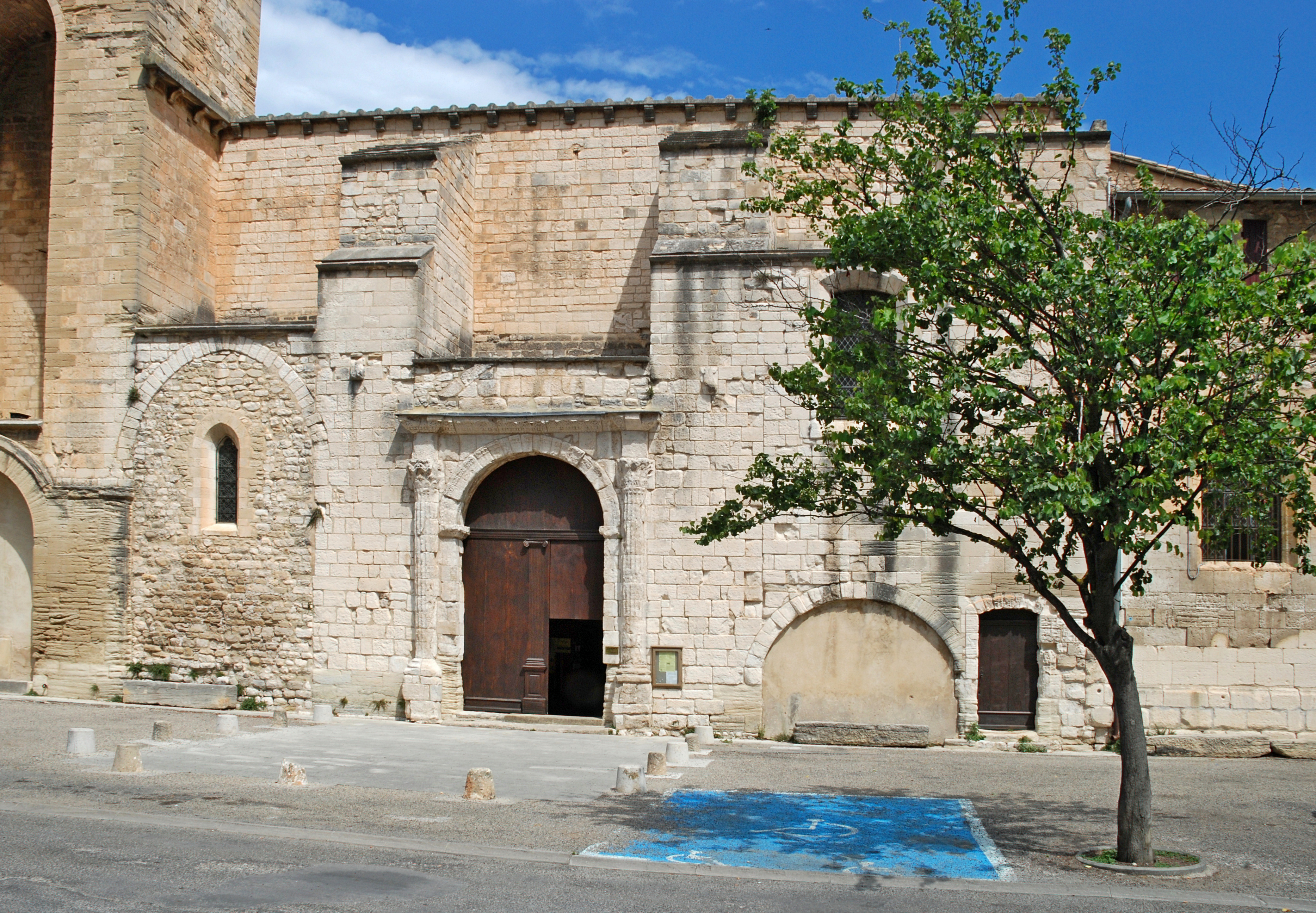
La façade méridionale et son portail.
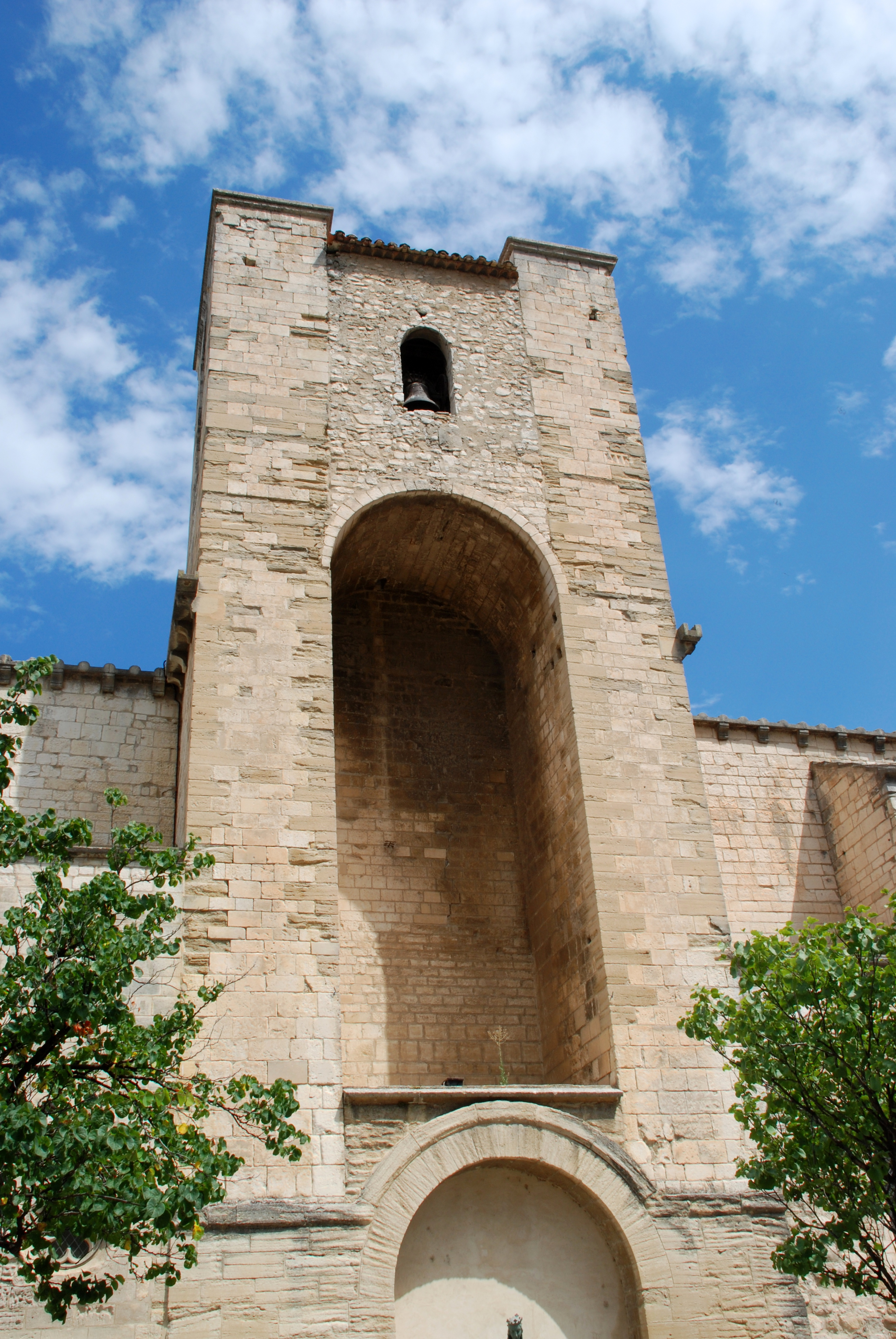
Le clocher.

### Le portail occidental
Le portail occidental, d'un style ogival très sobre, date du XIVe siècle.

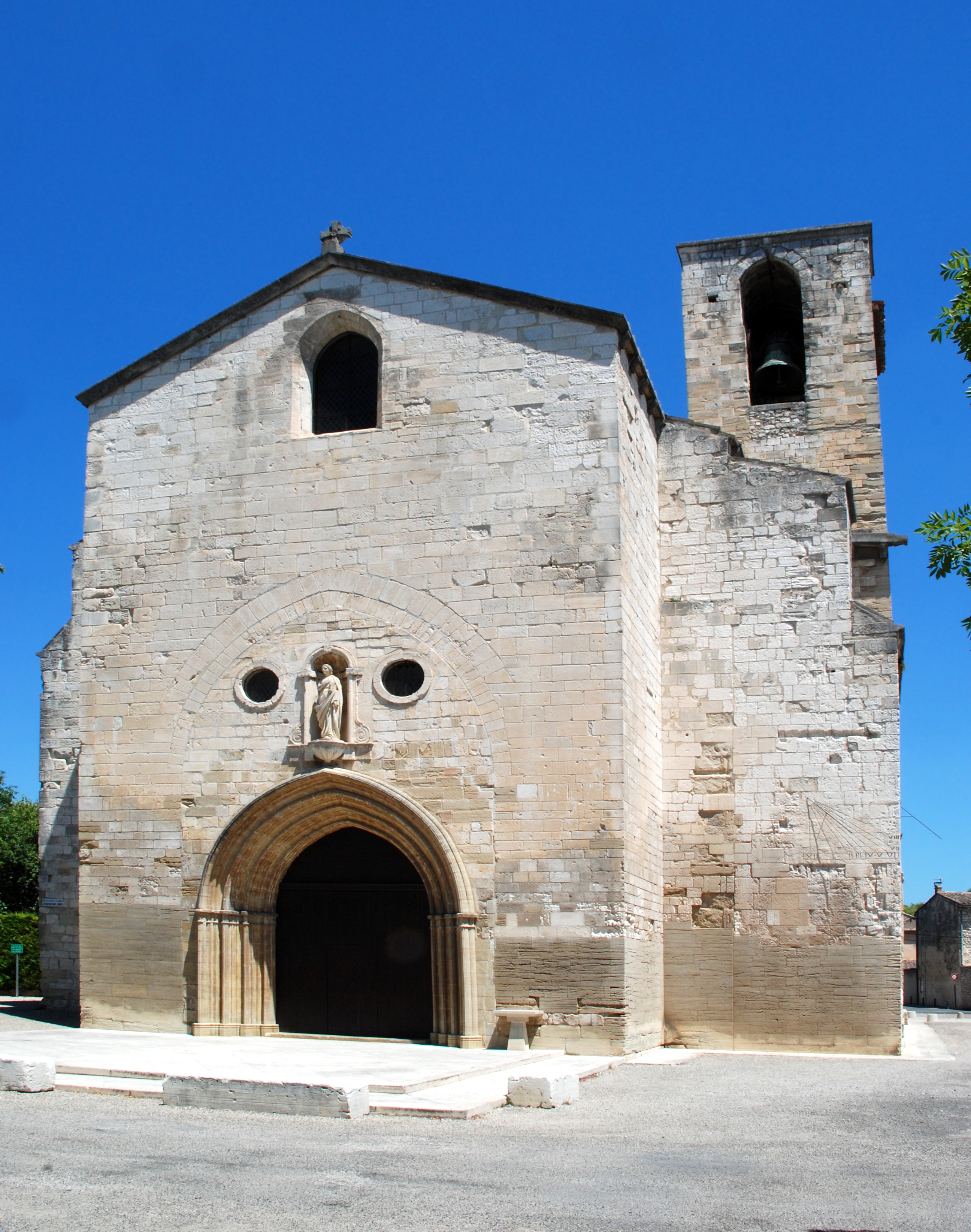
La façade occidentale.
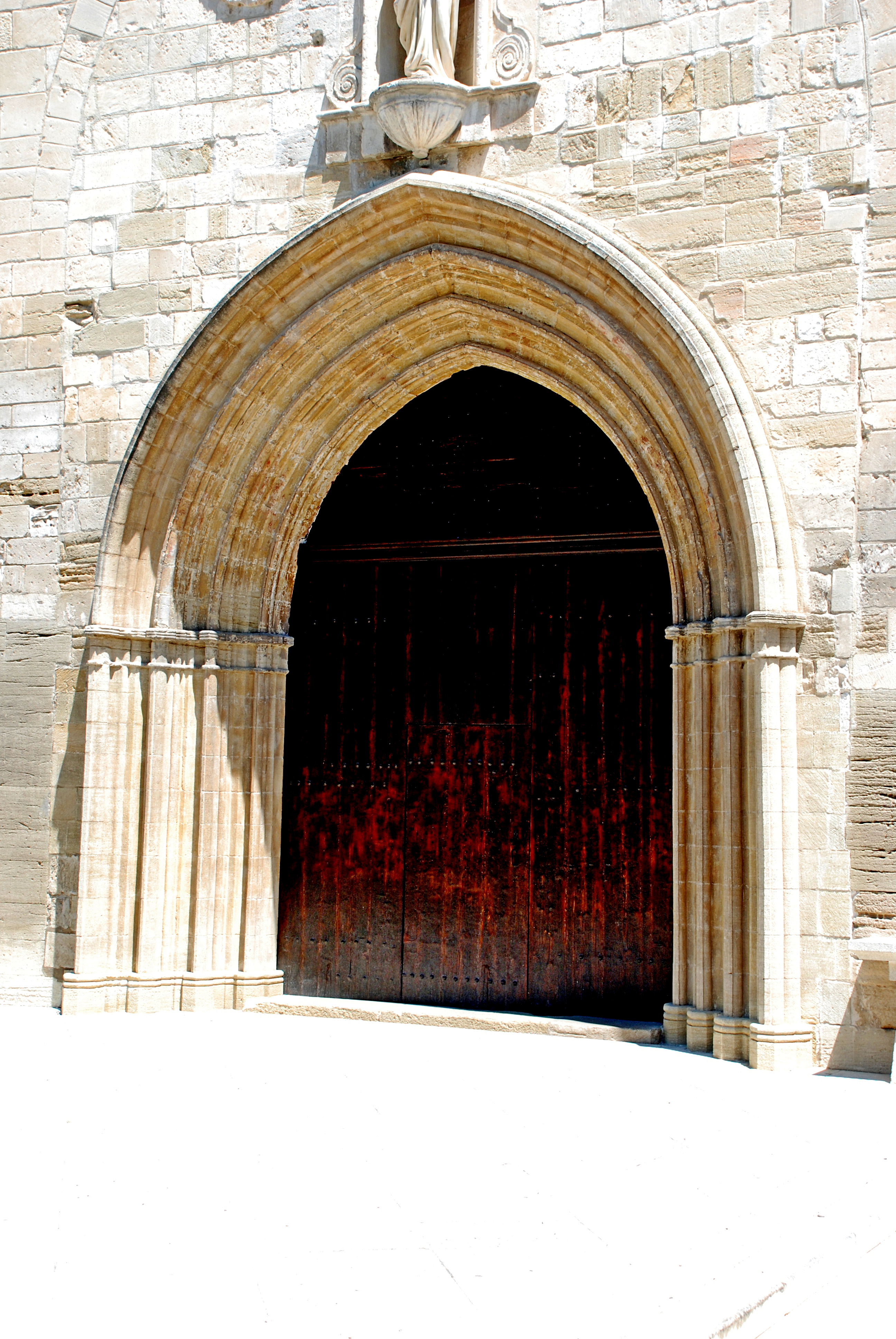
Le portail occidental.
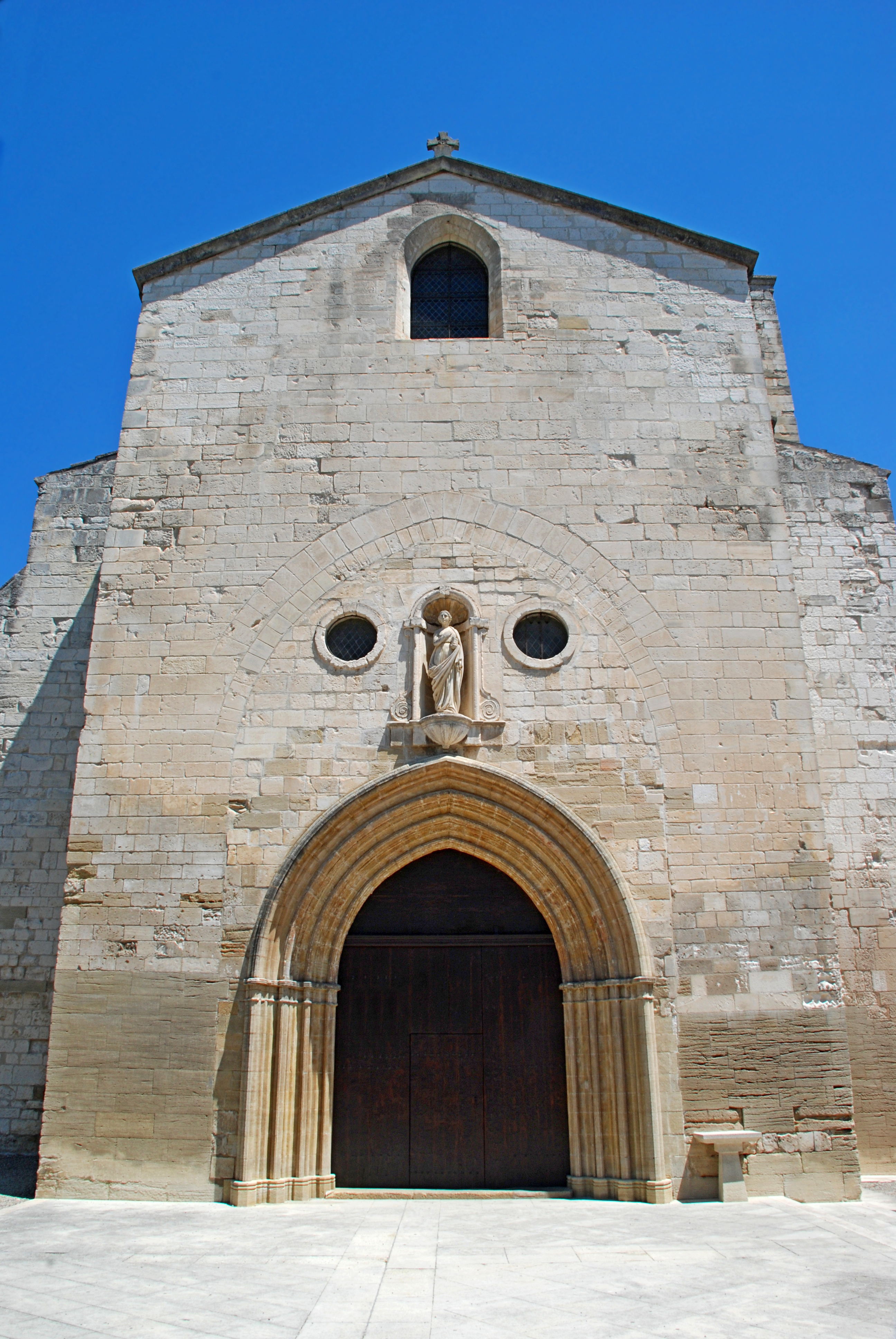
La façade occidentale.

## Décoration intérieure
La décoration intérieure, qui est due aux mêmes corporations de tailleurs de pierre et lapicides qui œuvrèrent à la cathédrale de Cavaillon et l'église de Saint-Restitut, est remarquable. Des thèmes identiques y sont développés : Daniel dans la fosse aux lions, un bouvier conduisant son char, deux griffons affrontés, Adam et Ève tentés par le serpent, un sonneur de cloches, un guerrier à cheval, etc..
La voûte en ogive de la nef est soulignée par une corniche ornée de palmettes sous laquelle se déploie une frise de rinceaux.

## Environs
Face à l'église se dresse l'ensemble formé par la chapelle, le pont et la Porte Notre-Dame de Pernes-les-Fontaines.

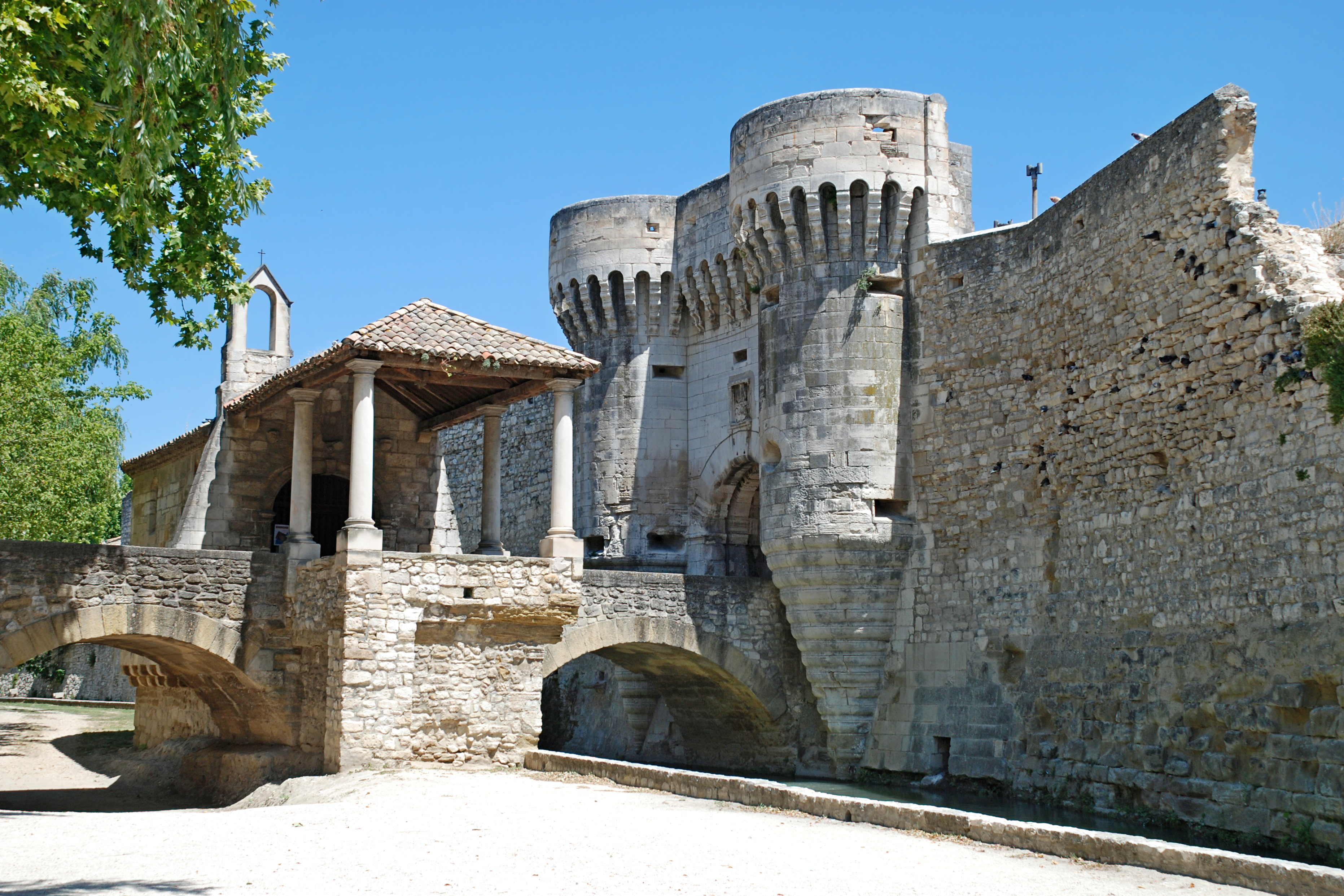
La chapelle, le pont et la porte.
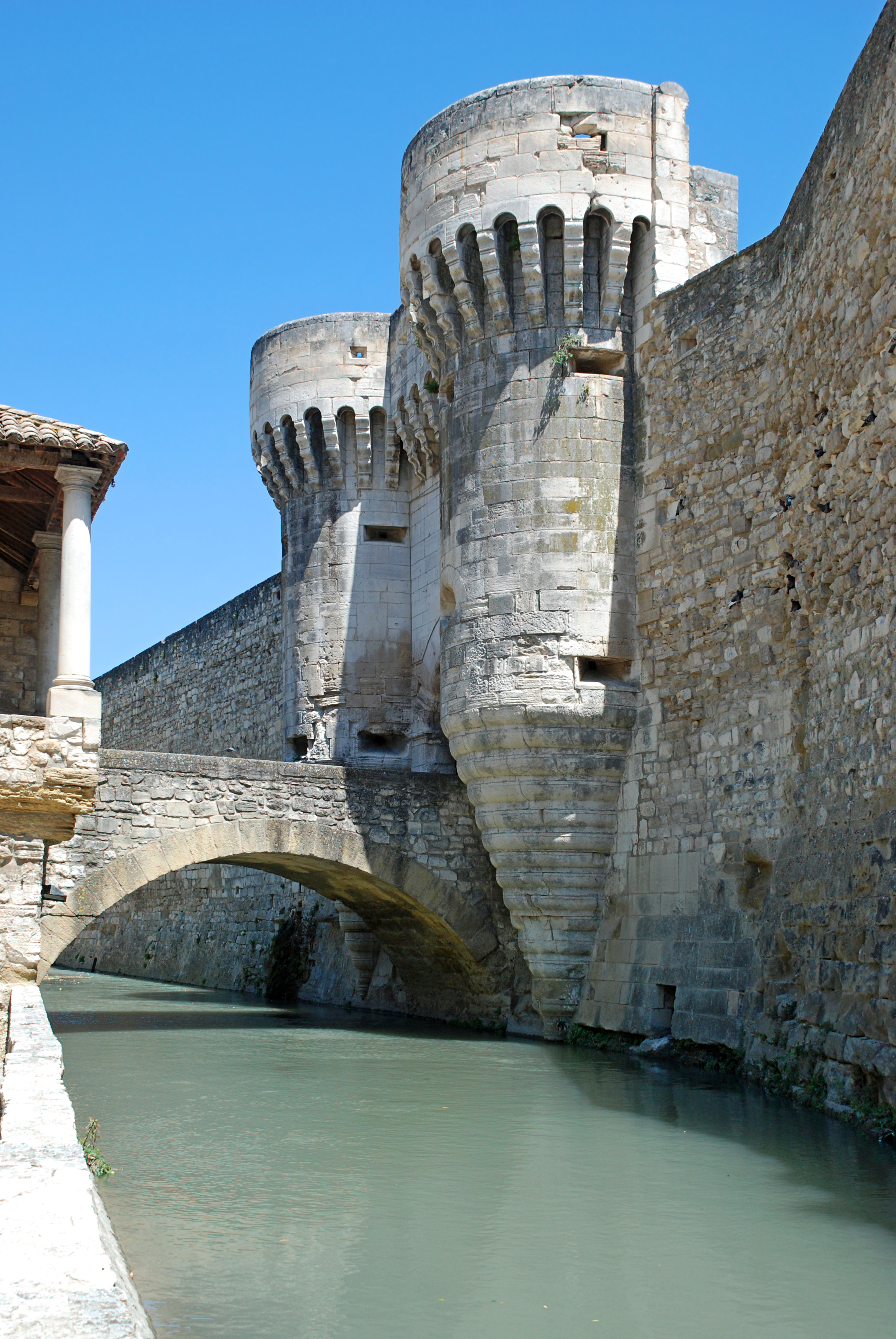
La Nesque au pied de la porte.
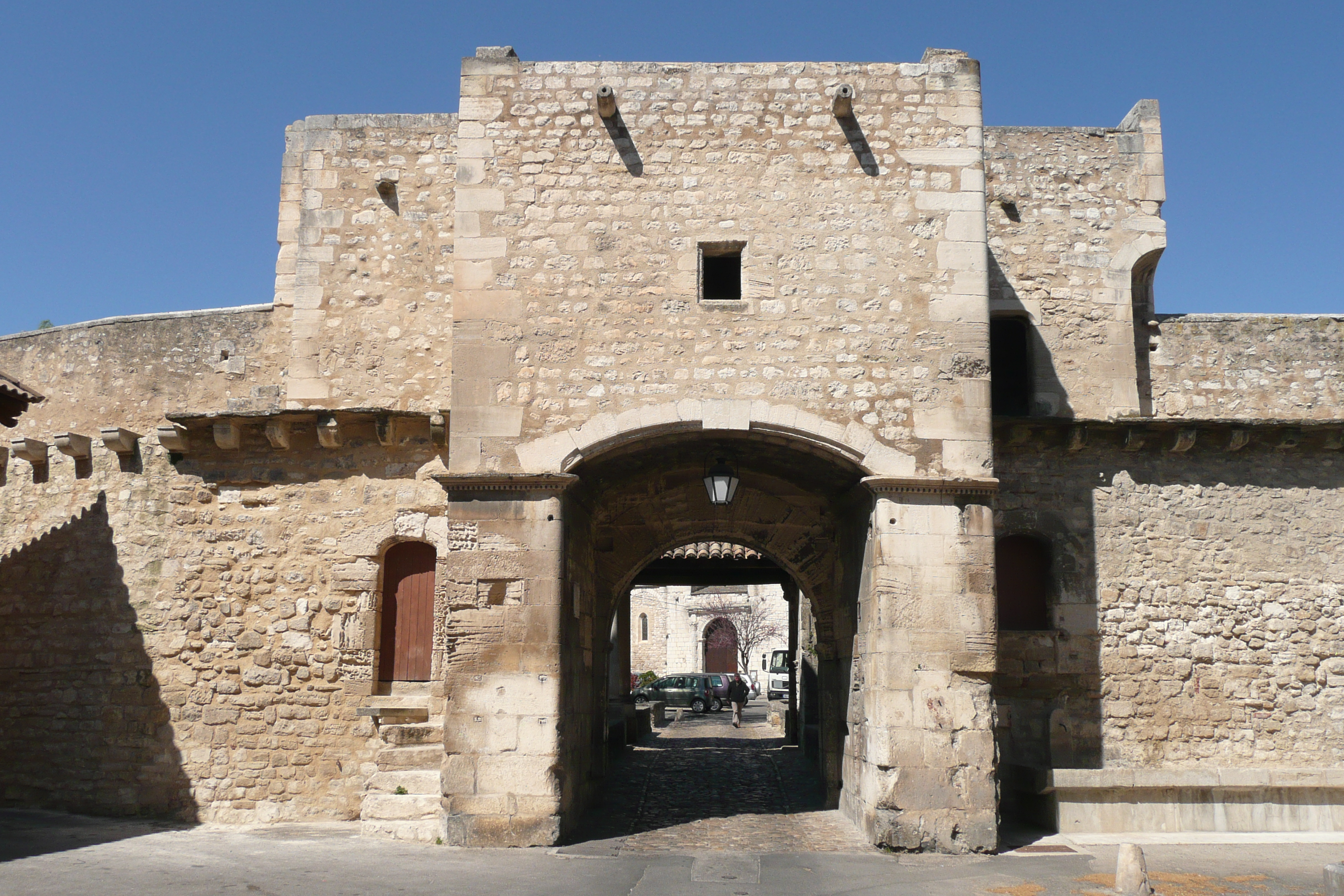
Façade du côté intra-muros.